# Ternata
Ternata (àrab ترناتة) és una comuna rural de la província de Zagora de la regió de Drâa-Tafilalet. Segons el cens de 2014 tenia una població total de 16.512 persones.